# جاك دي ويت
جاك دي ويت (بالهولندية: Jacques de Wit)‏ هو مدرب كرة قدم ولاعب كرة قدم هولندي، ولد في 2 سبتمبر 1932 في Valkenswaard ‏ في هولندا. لعب مع نادي آيندهوفن.